# 루멘 필드
루멘 필드(Lumen Field)는 2002년 개장한 미국 시애틀의 다목적 경기장으로 과거 홈구장이었던 킹돔이 있었던 자리에 건설되었는데 2004년 6월까지는 시호크스 스타디움(Seahawks Stadium), 2011년 6월까지는 퀘스트 필드(Qwest Field)라고 불렀으며 현재는 NFL의 시애틀 시호크스와 MLS의 시애틀 사운더스, 내셔널 위민스 사커 리그의 시애틀 레인의 홈 구장으로 사용되고 있다. 2020년부터 2024년까지는 과거 XFL의 소속팀인 시애틀 시 드래곤즈의 홈 구장으로도 사용되기도 했고 수용 인원은 미식축구용으로는 67,000석, 축구용으로는 35,700석이며 최대 72,000명까지 수용할 수 있으며 2026년 FIFA 월드컵 본선 개최 경기장으로 선정되었다.